# Rödgods (keramik)

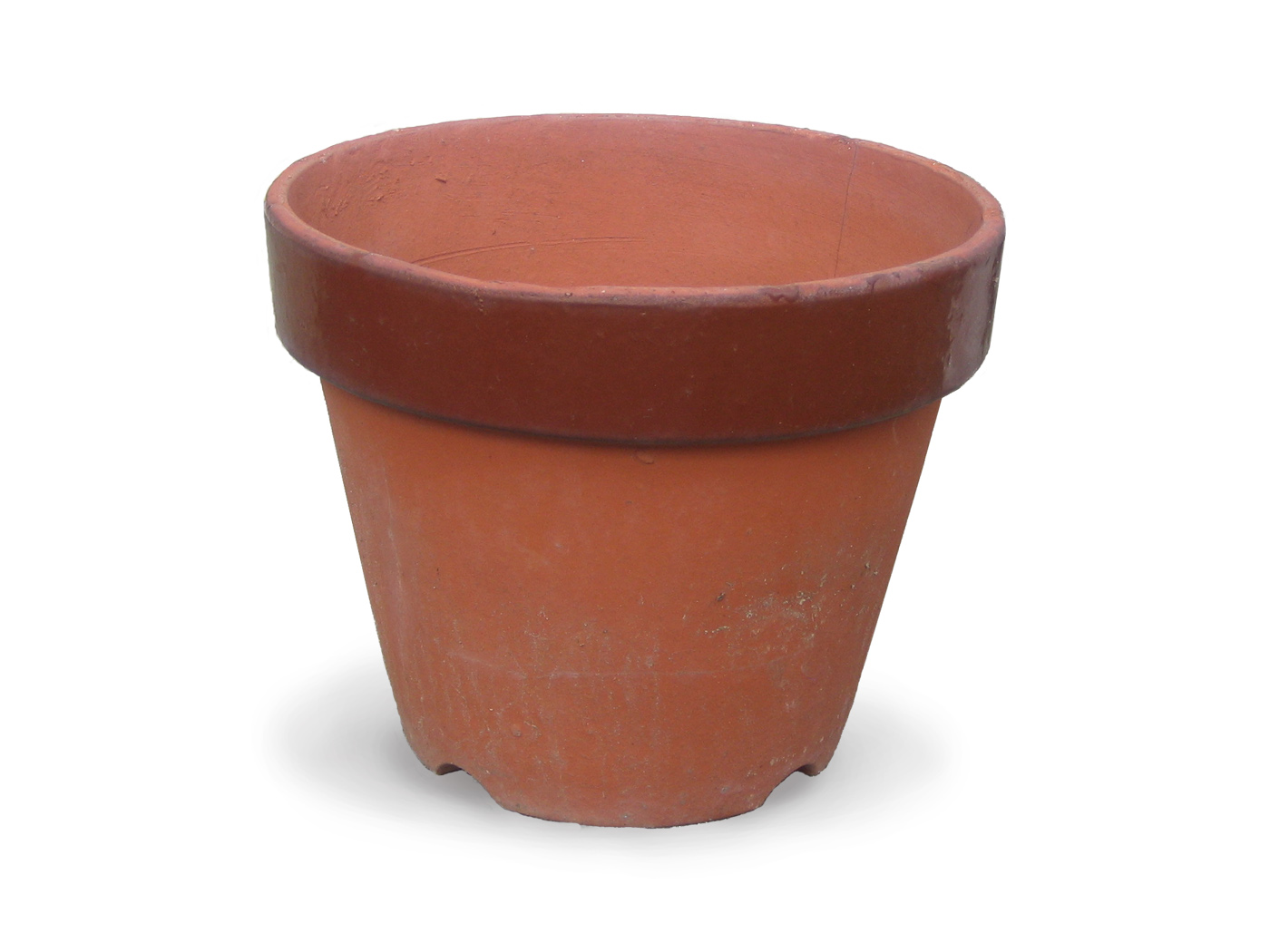
Modern blomkruka i rödgods

Rödgods är keramik (lergods) av vanlig lergodslera som bränts under god syretillförsel och därför har en rödare färg än keramik bränd i syrefattigare ugnar, så kallat svartgods.
I Sverige omkring 1200, börjar rödgodset att ersätta det äldre svartgodset. Allt rödgods är dock inte rött - färgen kan variera en hel del beroende på lerans sammansättning.